# Suket
Suket (o Suke, Suket-Kotah) è una suddivisione dell'India, classificata come census town, di 16.983 abitanti, situata nel distretto di Kota, nello stato federato del Rajasthan. In base al numero di abitanti la città rientra nella classe IV (da 10.000 a 19.999 persone).

## Geografia fisica
La città è situata a 24° 38' 60 N e 76° 1' 60 E e ha un'altitudine di 319 m s.l.m..

## Società

### Evoluzione demografica
Al censimento del 2001 la popolazione di Suket assommava a 16.983 persone, delle quali 8.966 maschi e 8.017 femmine. I bambini di età inferiore o uguale ai sei anni assommavano a 3.294, dei quali 1.759 maschi e 1.535 femmine. Infine, coloro che erano in grado di saper almeno leggere e scrivere erano 10.336, dei quali 6.304 maschi e 4.032 femmine.